# 波航乡
波航乡，是中华人民共和国青海省西宁市湟源县下辖的一个乡镇级行政单位。

## 行政区划
波航乡下辖以下地区：
波航村、纳隆村、西岔村、南岔村、石崖湾村、上台村、下台村、上泉尔村、泉尔湾村、麻尼台村、浪湾村、胡思洞村和甘沟村。